# Richard Hamilton (pittore)
Richard William Hamilton (Londra, 24 febbraio 1922 – Londra, 13 settembre 2011) è stato un pittore britannico.

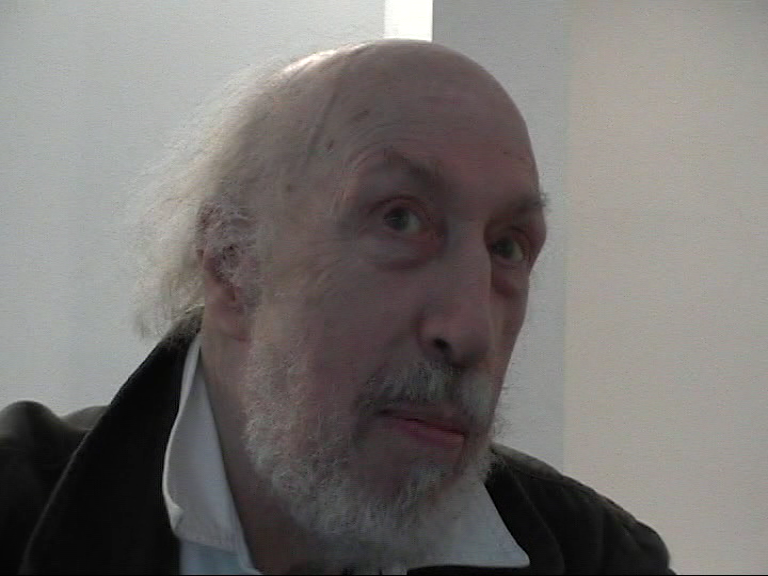
Richard Hamilton al MACBA

Il suo collage intitolato Che cosa rende le case di oggi così diverse, così attraenti?, prodotto nel 1956 per la mostra "This is Tomorrow" dell'Independent Group presso l’Institute of Contemporary Arts (ICA) di Londra, è considerato da alcuni critici e storici la prima opera Pop Art.

## Biografia
Nato da una famiglia proletaria, Richard Hamilton crebbe nella zona Pimlico di Londra. Avendo abbandonato gli studi senza un titolo di studio, Hamilton cominciò a lavorare come apprendista in una ditta di componenti elettrici. Qui scoprì le sue abilità di disegnatore e cominciò a dipingere nelle lezioni serali della Saint Martin's School e della Westminster School of Art, per poi entrare nelle Royal Academy Schools. Dopo aver passato la Seconda guerra mondiale a lavorare come disegnatore tecnico, rientrò alle Royal Academy Schools ma in seguito fu espulso per «non aver tratto profitto dagli studi». Dopo due anni alla Slade School of Art cominciò ad esporre presso l'ICA (dove produceva anche poster e volantini) e ad insegnare alla Central School of Art and Design, dove strinse un'amicizia durevole con Eduardo Paolozzi. Hamilton e Paolozzi fondarono l'Independent Group con sede all'ICA. Altri membri del gruppo comprendevano la pittrice Magda Cordell, il fotografo Nigel Henderson, gli architetti Peter e Alison Smithson, i critici d'arte Lawrence Alloway, Reyner Banham e Toni del Renzio.
Nel 1952 Hamilton conobbe gli appunti della "Green Box" di Marcel Duchamp grazie a Roland Penrose, che incontrò all'ICA. Sempre tramite Penrose incontrò Victor Passmore, il quale gli offrì un posto come insegnante a Newcastle-Upon-Tyne che durò fino al 1966. Il lavoro lasciò a Hamilton il tempo per approfondire le sue ricerche su Duchamp, che trovarono sbocco nella pubblicazione di una versione stampata della "Green Box" nel 1960. L'esposizione di dipinti all'Hanover Gallery, nel 1955, fu in un certo modo un omaggio a Duchamp. Nello stesso anno Hamilton organizzò la mostra "Man Machine Motion" all'Hatton Gallery di Newcastle. Progettata per essere più rassegna pubblicitaria che una mostra convenzionale, l'esposizione anticipò il contributo di Hamilton alla rassegna This Is Tomorrow presso la Whitechapel Gallery di Londra l'anno seguente.
Il successo della mostra "This is Tomorrow" assicurò a Hamilton ulteriore lavoro come insegnante, in particolare al Royal College of Art dal 1957 al 1961, dove rese famosi David Hockney e Peter Blake. Durante questo periodo Hamilton fu anche molto attivo nella Campagna per il disarmo nucleare. Nei primi anni sessanta ricevette una borsa di studio dall'Arts Council per una ricerca sulla condizione dell'opera Mertzbarn di Kurt Schwitters nella contea di Cumbria, nel Nord Ovest dell’Inghilterra. La ricerca finì poi in un piano di preservazione con il riposizionamento dell'opera alla Hatton Gallery. Nel 1962 la sua prima moglie Terry rimase uccisa in un incidente automobilistico. Per riprendersi dalla disgrazia andò per la prima volta negli Stati Uniti, dove, oltre ad incontrare altri grandi esponenti della Pop Art, fece amicizia con Marcel Duchamp. Da questo incontro Hamilton curò la prima, e al tempo unica, retrospettiva britannica sull'opera di Duchamp, che tra l'altro richiese a Hamilton di dover realizzare copie di "The Bride Stripped Bare of Her Batchelors, Even" e altri lavori in vetro troppo fragili per poter essere trasportati. La mostra si tenne alla Tate Gallery nel 1966.
Dalla metà degli anni '60 Hamilton fu rappresentato da Robert Fraser alla Invicta Gallery e produsse anche una serie di stampe intitolate "Swingeing London" basate sull'arresto di Fraser con Mick Jagger per possesso di droga. Questo collegamento con la scena musicale pop degli anni '60 proseguì nell'amicizia con Paul McCartney, che portò Hamilton a realizzare un collage per l'interno del "White Album" dei Beatles.
Hamilton è stato anche insegnante di Bryan Ferry e Nick de Ville a Newcastle pochi anni prima e la sua influenza si può scorgere nello stile e nell'approccio visuale dei Roxy Music.
Negli anni settanta Richard Hamilton godette di un successo internazionale con un numerose esposizioni. Hamilton trovò nella pittrice Rita Donnagh una nuova compagna e insieme convertirono North End, una fattoria nella campagna dell'Oxfordshire, in una casa e studio. Hamilton realizzò una serie di progetti in bilico tra opera d'arte e product design, tra cui un dipinto che incorporava una radio e il telaio di un computer Diab. Tra il '77 e il '78 Hamilton intraprese una serie di collaborazioni con l'artista Dieter Roth che attenuarono la definizione dell'artista come unico autore del proprio lavoro.
Dalla fine degli anni quaranta Richard Hamilton fu coinvolto in un progetto per la realizzazione di una serie di illustrazioni per l'Ulisse di James Joyce. Insieme a questo nel 1981 cominciò a lavorare su una trilogia di dipinti basati sui conflitti in Irlanda del Nord dopo aver visto un documentario televisivo sulla protesta organizzata dai prigionieri dell'IRA nella prigione di Longcech, conosciuta più popolarmente come "The Maze". "The Citizen" (1981 - 1983) mostra un dimostrante sporco, con lunghi capelli e con una barba sistemata in modo tale da farlo assomigliare ad un martire cristiano. "The Subject" (1988 - 1989) rappresenta un "Orangeman", cioè un membro dell'ordine fondata nell'Irlanda del Nord per la tutela dell'ascendenza politica e religiosa del protestantesimo. "The State" (1993) ritrae un soldato britannico impegnato in un pattugliamento solitario lungo una strada. Le reazioni della critica si sono divise tra le parti destra e sinistra della politica accusando Hamilton di sventatezza.
Durante gli anni ottanta Hamilton esplorò anche il disegno industriale e progettò due parti esteriori per computer: i prototipi OHIO (per la ditta Svedese "Isotron", 1984) e DIAB DS-101 (per Dataindustrier AB, 1986).
La produzione artistica di Hamilton è diminuita fin dal 1993. Nel 1992 la Tate Gallery di Londra organizzò un'importante retrospettiva su Hamilton accompagnata da un catalogo con il resoconto più completo sulla sua carriera. Nel 1993 Hamilton rappresentò la Gran Bretagna alla Biennale di Venezia e fu premiato con il Leone d'Oro.
Nel 2012, un anno dopo la morte del pittore, uscì il volume Le Chef-d'œuvre inconnu di Honoré de Balzac dove ha utilizzato la foto Nu Allonge, etude del fotografo Louis-Camille d'Olivier, realizzata probabilmente negli anni 1853-1856 oltre alle sue opere degli ultimi anni. Il lavoro di Hamilton, rimasto incompiuto, è stato esposto alla National Gallery di Londra, compresa l'immagine di d'Olivier.
Attualmente la Tate Gallery ha una vasta raccolta delle opere di Hamilton lungo tutta la sua attività. È Accademico Corrispondente dell'Accademia delle arti del disegno nella Classe di Pittura.